# Earl of Stockton

Wappen der Earls of Stockton

Earl of Stockton ist ein erblicher britischer Adelstitel in der Peerage of the United Kingdom, benannt nach der englischen Stadt Stockton-on-Tees.

## Verleihung und nachgeordnete Titel
Der Titel wurde am 24. Februar 1984 an den früheren britischen Premierminister Harold Macmillan verliehen. Zusammen mit der Earlwürde wurde ihm der nachgeordnete Titel Viscount Macmillan of Ovenden, of Chelwood Gate in the County of East Sussex, and of Stockton-on-Tees in the County of Cleveland, verliehen.
Die beiden Titel sind die bisher letzten erblichen britischen Peerstitel, die einer Person verliehen wurden, die nicht zur königlichen Familie gehört.
Der älteste Sohn des jeweiligen Earls führt als Titelerbe (Heir Apparent) den Höflichkeitstitel Viscount Macmillan of Ovenden.

## Liste der Earls of Stockton (1984)
- Maurice Harold Macmillan, 1. Earl of Stockton (1894–1986)
- Alexander Daniel Alan Macmillan, 2. Earl of Stockton (* 1943)

Titelerbe ist der Sohn des jetzigen Earls, Daniel Macmillan, Viscount Macmillan of Ovenden (* 1974).